# Saensurin
Saensurin ou Phrayā Sen Surintha (né vers 1512 mort en 1582), fut régent de 1572 à 1575 puis roi de 1580 à 1582 du Lan Xang (actuel Laos).

## Origine
Saensurin, ou Phraya Sen Surintha, né vers 1512, est issu d'une lignée de chefs de villages. Il est d'abord moine avant d'entrer dans l'administration royale, où il se fait remarquer par le roi Photisarath lorsque celui-ci s'installe à Vientiane vers 1530.
Sen Surintha devient alors gouverneur de Muang Pak Hoay Luang, située à peu de distance au sud-est de la capitale, qui était peut-être sa région d'origine. Il combat victorieusement les Tai-yuan et c'est lui qui est chargé de conduire le prince Setthathirath lorsque celui-ci devient roi de Chiang Mai. 
Lorsqu'en 1548 Setthathirath devenu roi de Lan Xang doit abandonner définitivement son royaume de Chiang Mai, il lui donne le gouvernement du Muang Xay. Sen Surintha exerce alors la fonction de commandant en chef des armées lao. Les liens avec le roi se renforcent encore lorsque ce dernier prend sa fille comme principale épouse. De cette union nait le prince Phra Hno Kéo Kuman, seul héritier mâle.

## Régent puis roi
Après la disparition mystérieuse du roi Setthathirath en 1571 lors d'une campagne contre le royaume du Cambodge, Phraya Sen, âgé de soixante ans, s'empare de la régence pour le compte de son petit-fils et gouverne sous un triple nom de règne dont celui significatif de « Roi Grand-père - Petit-fils ».
En 1575, alors qu'il occupe ses fonctions depuis 2-3 ans, les Birmans décident de prendre le contrôle du Lan Xang. Le roi Bayinnaung capture le régent et le jeune souverain et les déporte en Birmanie. Il met alors sur le trône un frère cadet de Setthathirath connu uniquement sous son titre de Maha Oupahat ou Maha Uparat (i.e: Prince héritier), qu'il avait capturé avec son épouse lors d'une première invasion du Lan Xang en 1564.
Après la mort de Maha Oupahat en 1580, le roi des Birmans Bayinnaung décide de remettre sur le trône, Pharay Sen Surintha, prisonnier depuis 6 ans. Le vieux monarque ne profite guère de ce second règne : il meurt dès 1582. Il est alors remplacé par son fils Nakhon Noi.

## Source
- Michel Lorrillard, La Succession de Setthāthirāt : réappréciation d'une période de l'histoire du Lān Xāng. dans: Aséanie 4, 1999, p.  45-64.